# Jure Grkman
Jure Grkman (* 29. September 1999 in Ljubljana) ist ein slowenischer Leichtathlet, der sich auf den Sprint spezialisiert hat.

## Sportliche Laufbahn
Erste internationale Erfahrungen sammelte Jure Grkman beim Europäischen Olympischen Jugendfestival (EYOF) 2015 in Tiflis, bei dem er mit 23,29 s in der ersten Runde im 200-Meter-Lauf ausschied und mit der slowenischen 4-mal-100-Meter-Staffel nicht das Ziel erreichte. Im Jahr darauf schied er dann bei den erstmals ausgetragenen Jugendeuropameisterschaften ebendort mit 49,13 s im Vorlauf über 400 m aus und musste mit der Sprintstaffel (1000 m) im Finale vorzeitig aufgeben. 2017 erreichte er bei den U20-Europameisterschaften in Grosseto das Halbfinale über 200 m und schied dort mit 21,74 s aus und im Jahr darauf kam er bei den U20-Weltmeisterschaften in Tampere mit 47,56 s nicht über die Vorrunde im 400-Meter-Lauf hinaus. 2019 erreichte er bei den Europaspielen in Minsk nach 10,73 s Rang 23 im 100-Meter-Lauf und anschließend schied er bei den U23-Europameisterschaften in Gävle mit 21,60 s im Vorlauf über 200 m aus und verpasste mit der 4-mal-400-Meter-Staffel mit 3:09,26 min den Finaleinzug. Während der Hallensaison scheiterte er bei den U23-Mittelmeer-Hallenmeisterschaften in Miramas mit 49,82 s in der Vorrunde über 400 m. 2020 entschied er bei den Balkan-Hallenmeisterschaften in Istanbul in 47,94 s das C-Finale über 400 m für sich und siegte in der 4-mal-400-Meter-Staffel mit einer Zeit von 3:12,19 min. 2021 siegte er bei den Balkan-Meisterschaften in Smederevo in 3:07,35 min mit der Staffel und anschließend schied er bei den U23-Europameisterschaften in Tallinn mit 47,27 s im Halbfinale aus und wurde im Staffelbewerb nach 3:07,22 min Fünfter. Im Jahr darauf gewann er bei den Balkan-Meisterschaften in Craiova in 3:08,96 min die Bronzemedaille mit der Staffel hinter den Teams aus der Ukraine und der Türkei. Anschließend verpasste er bei den Mittelmeerspielen in Oran mit 21,44 s den Finaleinzug über 200 Meter und gelangte mit der Staffel mit 3:05,12 min auf Rang vier. Im August verpasste er bei den Europameisterschaften in München mit 3:03,68 min den Finaleinzug mit der Staffel. 
2020 wurde Grkman slowenischer Meister im 200-Meter-Lauf und 2021 siegte er mit der 4-mal-400-Meter-Staffel. Zudem wurde er in den Jahren 2019 und 2020 Hallenmeister über 200 m sowie 2020 auch im 400-Meter-Lauf und 2022 in der 4-mal-400-Meter-Staffel.

## Persönliche Bestleistungen
- 100 Meter: 10,52 s (+1,9 m/s), 8. Juli 2017 in Ptuj (slowenischer U20-Rekord)
  - 60 Meter (Halle): 6,89 s, 3. Februar 2018 in Ljubljana
- 200 Meter: 21,15 s (+1,0 m/s), 26. Juli 2020 in Celje
  - 200 Meter (Halle): 21,47 s, 9. Februar 2020 in Novo Mesto
- 400 Meter: 46,58 s, 2. September 2020 in Novo Mesto
  - 400 Meter (Halle): 47,28 s, 30. Januar 2021 in Wien